# Доег
Доег — река в России, протекает в Юсьвинском районе Пермского края. Устье реки находится в 71 км по левому берегу реки Иньва. Длина реки составляет 42 км.
Река образуется слиянием двух небольших рек — Западный Доег и Восточный Доег. Место слияния находится в лесном массиве близ границы с Кудымкарским районом в 9 км к северо-западу от деревни Пиканово. Река течёт на юго-восток, протекает село Доег и деревни Шулаки, Пиканово, Якушево, Пет-Бор, Логиново. Ниже последней впадает в Иньву. Притоки — Октасшор, Барашор, Белмысшор (левые); Пиканшор, Арашор (правые).

## Данные водного реестра
По данным государственного водного реестра России относится к Камскому бассейновому округу, водохозяйственный участок реки — Кама от города Березники до Камского гидроузла, без реки Косьва (от истока до Широковского гидроузла), Чусовая и Сылва, речной подбассейн реки — бассейны притоков Камы до впадения Белой. Речной бассейн реки — Кама.
Код объекта в государственном водном реестре — 10010100912111100008274.